# Nyctiophylax muhnianus
Nyctiophylax muhnianus är en nattsländeart som beskrevs av Luisa Eugenia Navas 1920. Nyctiophylax muhnianus ingår i släktet Nyctiophylax och familjen fångstnätnattsländor. Inga underarter finns listade i Catalogue of Life.